# Sa Granja

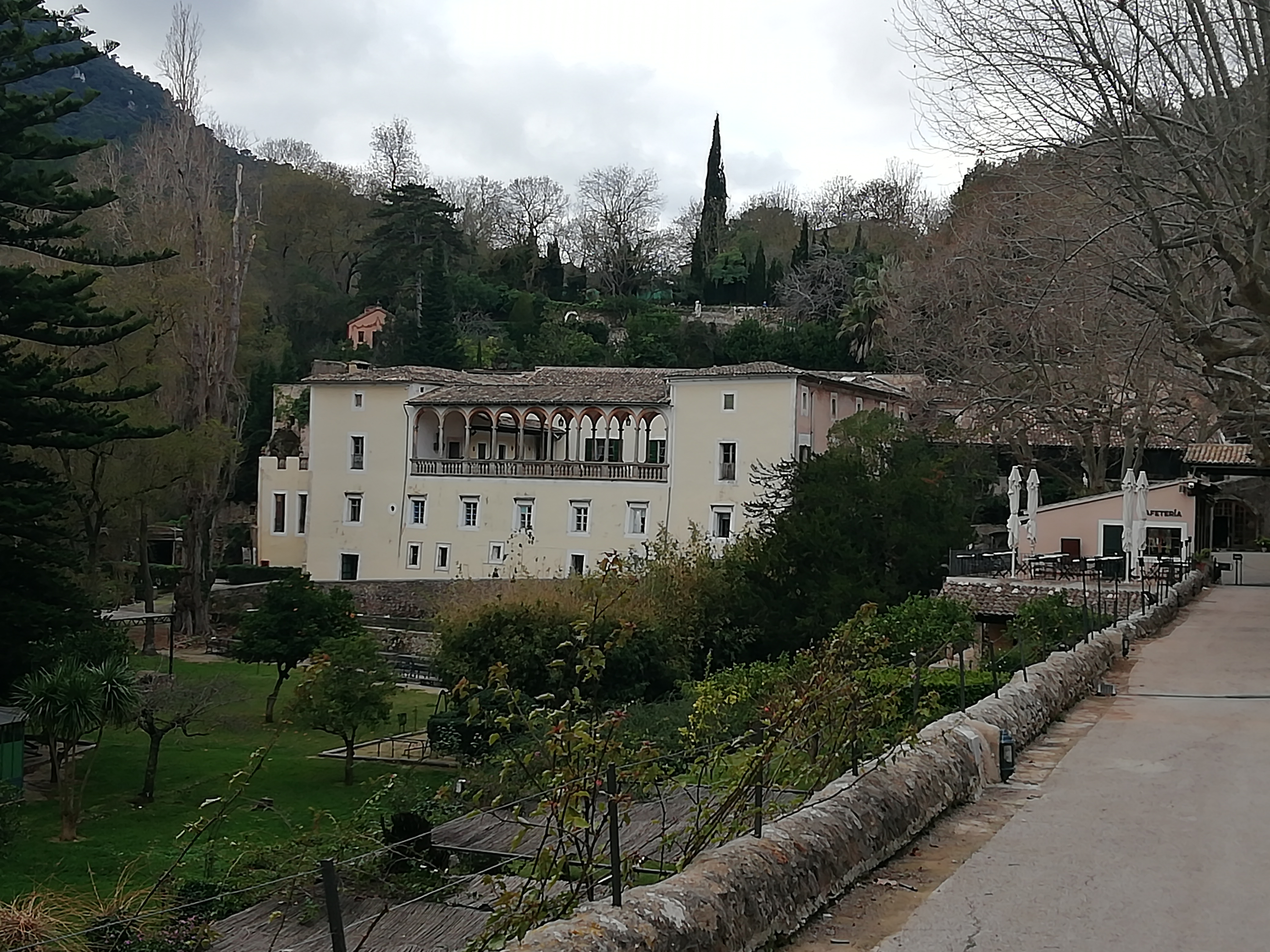
Fachada central de Sa Granja de Esporlas

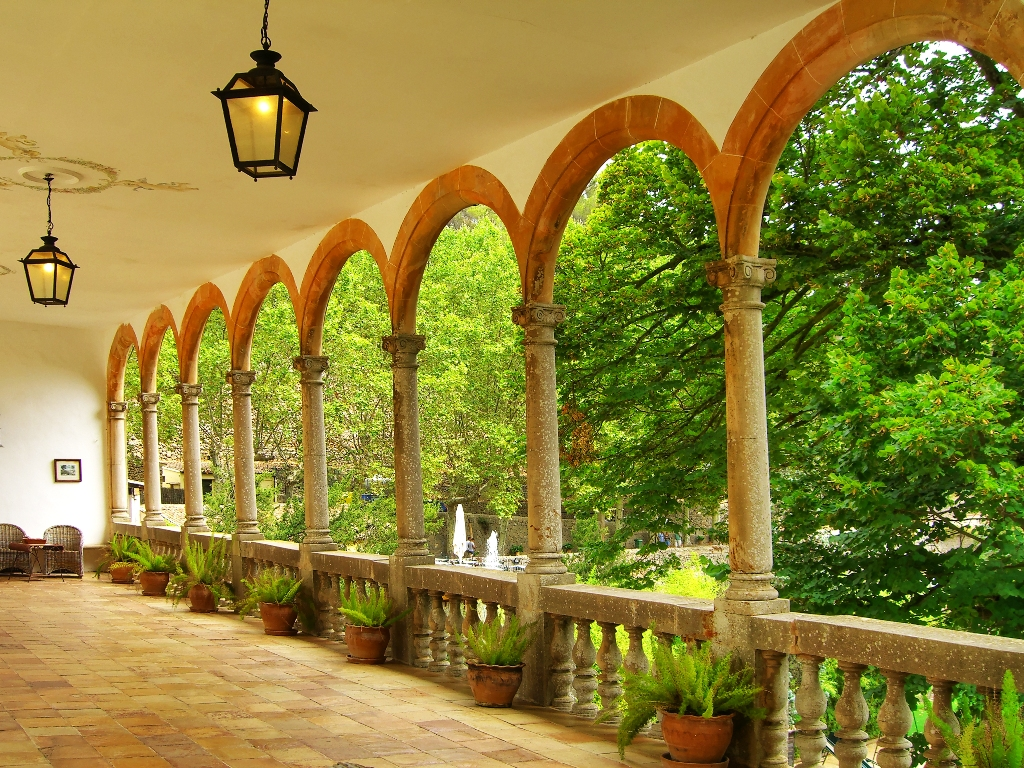
Patio interior de Sa Granja

Sa granja es una mansión señorial situada en el municipio español de Esporlas, en la isla de Mallorca. La finca, está abierta al público con funciones de museo etnológico y de granja, donde se muestra el estilo de vida rural y artesano mallorquín del siglo XIV. De corte rústico y señorial, se encuentra construida sobre un antiguo solar favorecido por la abundante presencia de agua, cuya primera referencia de ocupación está relacionada con una alquería musulmana llamada Alpic. Durante la ocupación del imperio romano, las tierras de la mansión eran ya muy valoradas por su caudal de agua, y todavía, conserva un surtidor de presión natural de treinta pies de altura. Después de la conquista de la isla por parte de Jaime I de Aragón, fueron concedidas por este a Nuño Sánchez, conde del Rosellón, el cual las donó a la orden religiosa cisterciense.
Rodeada por frondosos bosques del valle de Superna, en plena sierra de Tramontana y junto a la ribera de un torrente, consiste también en uno de los jardines medievales de la isla, con naranjos, rosas, aljibes y también un pequeño lago. Durante el siglo XVIII se reconstruyó siguiendo los cánones italianizantes y combinando las formas tradicionales mallorquinas, llegando a cautivar a muchos viajeros que durante el siglo XIX la describieron al sentirse fascinados por el lugar.
La orden del Cister se estableció en la mansión en 1235, denominándola «Monasterio Sanctae Mariae de Sportulis», hasta que en 1239, en torno a la devoción de los conquistadores de la isla por la virgen María, se convirtió en «Monestir de Santa María la Real», todavía existente, y en cuya iglesia se venera la imagen de la «Mare Déu de la font de Déu».